# Montipora effusa
Montipora effusa är en korallart som beskrevs av James Dwight Dana 1846. Montipora effusa ingår i släktet Montipora och familjen Acroporidae. IUCN kategoriserar arten globalt som nära hotad. Inga underarter finns listade i Catalogue of Life.